# Vastag-ház (Szeged)
A Vastag-ház a szegedi szecessziós lakóházépítés egy alkotása. Az 1911-ben épült lakóházat a szakirodalom szerint Raichle J. Ferenc tervezte, ám a városi hatósághoz benyújtott engedélyezési terveken más építész neve olvasható. Az épület első gazdája Vastag István szegedi polgár volt, aki a korszaknak szokásainak megfelelően egy olyan városi házat terveztetett, amelyben a saját lakása mellett bérlakások is helyet kaphattak. Az épületben összesen hat lakást alakítottak ki, amelyekhez cselédszobák is tartoztak. A cselédeket a kor szokásainak megfelelően elválasztották a lakásokat bérlő polgároktól: a személyzet egy csigalépcsőn (cselédlépcső) juthatott fel a felsőbb szintekre, a bérlők a bejárat melletti főlépcsőházat használták. 1951-ben a háború utáni lakáshiány idején a város a nagy méretű polgári lakásokat kisebb lakásokra osztotta fel, így az épület eredeti belső tagolása megszűnt. Az épület környékén a talajszintet (árvízvédelmi okokból) 1 méterrel szándékozott megemelni a város, ezért a Vastag-ház bejáratát és pinceablakait a feltöltés szintjének megfelelően alakították ki. Az épület ezért furcsa kettősségben létezik: udvara az utcaszintnél jóval mélyebben fekszik, ám homlokzata már a kijelölt (ám soha meg nem valósult) talajszinthez igazodik.
A szecesszió jegyeit őrzi a homlokzat és a tető díszítése. A Vastag-ház a szecesszió népies változatának megfelelő díszítéssel épült. A homlokzaton több helyen is apró, szűrmintát idéző kerámiadíszítések tűnnek föl. Az épület tengelyében álló orommezőt egy hatalmas, mázas kerámiából kirakott kék szűrminta díszíti. A tető legmagasabb pontjain hullámokra emlékeztető kerámiaelemeket helyeztek el. A kapubejárót szintén szecessziós stílusú vasrácsok védik.
A Vastag-ház a Bercsényi utca 17. alatt található, helyi védelem alatt áll.